# Pierre Queruau-Lamerie
Pour les articles homonymes, voir Queruau.
Pierre Queruau-Lamerie, fils de Pierre Queruau-Lamerie et d'Adélaïde Françoise Bidault, né le 22 septembre 1788 à Laval et baptisé à la Cathédrale de la Sainte-Trinité le même jour, décédé le 21 janvier 1859 à Laval, fut maire de Laval.

## Biographie

### Origine
Il est issu de la famille Queruau, une famille de notables lavallois, originaire dit-on, de Sulniac près de Vannes.

### Carrière politique
Il est tout d'abord marchand de fer au début du XIXe siècle.
Il est ensuite promu à toutes les fonctions électives:
- au tribunal de commerce de l'arrondissement de Laval
- élu au conseil municipal de Laval, où il devient ensuite adjoint au maire
- Nommé par le gouvernement de la Monarchie de Juillet en janvier 1839[3], membre du Conseil général de la Mayenne,, il est élu aux Élections cantonales de 1839 dans la Mayenne  au Canton de Laval-Ouest, poste qu'il conserve jusqu'en 1848. Il échoue aux Élections cantonales de 1848 dans la Mayenne contre la candidat légitimiste ;
- maire de Laval de 1832 à 1844. Il se retira pour cause de santé., mais est chargé d'office de l'administration pendant une bonne partie des années 1847-1850[4]. Il est réélu aux Élections cantonales de 1852 dans la Mayenne, et conserve son siège jusqu'à sa mort.

La Caisse d'épargne, l'ouverture des rues de Nantes, du Britais, de Haute-Folie, d'Anvers, du Théâtre, d'Ambroise-Paré, des Eperons, de Mazagran ; l'entreprise des quais, l'érection de la statue d'Ambroise Paré, datent de son administration.
Il était chevalier de la Légion d'honneur. Il meurt le 26 janvier 1859.

### Famille
- Pierre Siméon Queruau-Lamerie[5] ∞  Françoise Adélaïde Bidault
  - Pierre Queruau-Lamerie  ∞ (1810, Montreuil-sur-Maine)  Alexandrine-Mélanie Moreau[6]
    - Mélanie (1811)
    - Louise Adèle (1816)
    - Pierre (1813-1855)[7]
      - Pierre  ∞ (19 octobre 1840)  Joséphine Meslay
        - Émile Queruau-Lamerie (1841-1929)[8]

    - Alexandre (1823-1849) ∞ Victoire Cécile Hubert[9]

  - Jeanne Queruau-Lamerie ∞ Louis Antoine Malherbe  ∞ Jean Philippe Parsus

## Source partielle
- L'Écho de la Mayenne, 30 janvier 1859
- « Pierre Queruau-Lamerie », dans Alphonse-Victor Angot et Ferdinand Gaugain, Dictionnaire historique, topographique et biographique de la Mayenne, Laval, A. Goupil, 1900-1910 [détail des éditions] (BNF 34106789, présentation en ligne), t. III, p. 374
- Michel Denis, Les royalistes de la Mayenne, p. 231
- Bernard Sonneck, Les Décorés de la Légion d'honneur de la Mayenne, Éditions Régionales de l'Ouest, 2007, volume 1, p. 403-404